# Шахно Степан Михайлович
Степан Михайлович Шахно (нар. 3 листопада 1953, с. Кримне, Камінь-Каширський район, Волинська область) — український учений в галузі методів розв'язування нелінійних рівнянь і задач оптимізації, професор (2012), доцент (2005) і старший науковий співробітник (1991). Доктор фізико-математичних наук. Академік АН вищої школи України з 2016 року за науковим відділенням інформатики та системного аналізу. Працював у ЛНУ інженером, молодшим науковим співробітником, завідувачем науково-дослідної лабораторії, доцентом, професором, заступником декана факультету прикладної математики та інформатики. Наразі є завідувачем кафедри теорії оптимальних процесів.

## Біографія
Степан Шахно народився 3 листопада 1953 року в селі Кримне Камінь-Каширського району Волинської області Української РСР.
Шахно закінчив 1977 року Львівський державний університет імені Івана Франка за спеціальністю прикладна математика.
Кандидатську дисертацію захистив 1988 року на тему «Побудова і дослідження деяких методів типу Ньютона-Канторовича для розв’язування нелінійних функціональних рівнянь», а докторську дисертацію — 2012 року на тему «Різницеві та параметричні методи для розв’язування нелінійних операторних рівнянь» у Київському національному університеті імені Тараса Шевченка.
Науковець працював у Львівському національному університеті імені Івана Франка на різних посадах: інженером, молодшим і старшим науковим співробітником, завідувачем науково-дослідної лабораторії, доцентом, професором, заступником декана факультету прикладної математики та інформатики та завідувачем кафедри теорії оптимальних процесів. Здобув учені звання старшого наукового співробітника у 1991 році, доцента — у 2005 році, а професора — у 2012 році.

## Наукова діяльність
Опубліковано понад 270 наукових праць. Запропонував та дослідив різницеві та параметричні ітераційні методи для розв'язування нелінійних операторних рівнянь та задач про найменші квадрати. Ці методи використовуються як з диференційовним нелінійним оператором, так і у випадку декомпозиції нелінійного оператора на диференційовну та недиференційовну частини.
Основні прочитані курси:
- Дослідження операцій
- Чисельні методи лінійної алгебри
- Числові методи нелінійного і системного аналізу
- Обчислювальні методи для нелінійних крайових задач
- Ньютонівські методи для нелінійних задач та інші.

Написав 3 навчальні посібники з грифом Міністерства освіти і науки України. Підготував одного кандидата наук.

### Членство
- Член Міжнародного наукового товариства з прикладної математики та механіки GAMM у Німеччині (1996)
- Головний редактор «Вісник Львівського університету. Серія прикладна математика та інформатика»
- Член спецрад із захисту докторських і кандидатських дисертацій при Інституті прикладних проблем механіки і математики імені Ярослава Підстригача Національної академії наук України та при Львівському національному університеті імені Івана Франка
- Член оргкомітету міжнародної наукової конференції PDMU
- Член оргкомітету міжнародної наукової конференції APAMCS